# Зінчук Микола Антонович
Микола Антонович Зінчук (с. Кошелівка Пулинського району Житомирської області, 7 березня 1925 року — с. Довгопілля Путильського району Чернівецької області, 2 лютого 2012 року) — фольклорист, збирач українських народних казок, казкар; історик; педагог.
Зібрав, упорядкував та літературно опрацював збірку «Українські народні казки» у 40 томах.

## Біографія
Микола Антонович Зінчук народився 7 березня 1925 року в селі Кошелівка Пулинського району Житомирської області в селянській сім'ї середнього статку. Під час лихоліття 1930–1933 — Голодомору, розкуркулювання і вивезення багатьох сімей до Сибіру та на Урал, родина Зінчуків покинула Кошелівку. У 1941, на початку  Другої світової війни, вона перебувала у Черняхові Житомирської області. На той час Микола Зінчук закінчив дев'ятий клас Черняхівської середньої школи.
У травні 1942 гітлерівські окупанти його разом із багатьма іншими примусово вивезли на роботи до Німеччини. Він працював там на ремонті залізниці в місті Галле. Після повторної спроби втекти його було ув'язнено в концтаборі Флоссенбюрґ, з якого на початку 1945 року він був переведений у концтабір Дахау. За той час і його батько, і майже усі його родичі по чоловічій лінії загинули на війні.
29 квітня 1945 його було визволено з Дахау американською армією. У той час він був хворий на тяжку форму туберкульозу, тому два з половиною місяці лікувався у шпиталі.
Повернувшись на Батьківщину працював деякий час у колгоспі. У 1946 вступив на історичний факультет Львівського педагогічного інституту, який закінчив із відзнакою у 1950 і отримав направлення у Руднівську середню школу (тепер Львівська середня школа № 74) на околиці Львова.
У 1957–1963 працював директором Порічянської восьмирічної школи Яворівського району Львівської області.
У 1968 познайомився з видатним педагогом В. О. Сухомлинським і постійно листувався з ним. Під його впливом написав низку статей на науково-педагогічні теми, які друкувалися в періодичних виданнях України, Грузії, Вірменії, Молдови та Румунії.

### Фольклористична діяльність
У 70-х роках у процесі краєзнавчої роботи з учнями Микола Зінчук зацікавився фольклором, почав записувати по селах фольклорні матеріали, зокрема народні казки. Паралельно вивчав теорію фольклору.
Ця робота стала основним змістом його життя, він займався цим щодня, не залишаючи собі ні вихідних, ні свят, ні відпусток. Згодом у нього виникла ідея створити унікальний багатотомник народних казок, і він віддавав весь свій час та кошти на її втілення.
Більшу частину свого життя він провів на Буковинській Гуцульщині і 30 років займався саме фольклором Буковини, Закарпаття, Бойківщини та Гуцульщини. Освоївши один терен, він переміщався до іншого з тим, щоб охопити своєю працею якомога більшу територію України. З огляду на те, що жива усна фольклорна традиція збереглась найкраще в західній частині України, він зосередив свою діяльність саме в цьому регіоні.
У 1986–2002 у різних видавництвах (Ужгород, Львів, Київ) друкувалися збірки упорядкованих ним народних казок та оповідань.
Консультативну та моральну підтримку Миколі Зінчуку надавав Інститут мистецтвознавства, фольклористики та етнології імені М. Т. Рильського НАН України (ІМФЕ).

#### Українські народні казки
У 2003 у Львові (видавництво «Світ») вийшов перший том багатотомника «Українські народні казки» у 40 книгах. На початках М. А. Зінчук планував видати 24-томник «Українських народних казок», який би охоплював казковий матеріал західних теренів України, проте в подальшому він вирішив розширити масштаби своєї роботи за рахунок низки центральних та східних областей України і збільшити 24-томник до сорока томів. У різних місцевостях України ідеї Зінчука сприймались по-різному — від гарячої підтримки до ігнорування. Матеріали Чернігівщини, Наддніпрянщини, Полтавщини, Кіровоградщини та Поділля знайшли своє місце у відповідних томах видання.
Збірка «Українські народні казки» у 40 томах складається з наступних томів:
- 1 том. Казки Гуцульщини. Львів: Світ, 2003. — 384 с.
- 2 том. Казки Гуцульщини. Львів: Світ, 2004. — 312 с.
- 3 том. Казки Гуцульщини. Львів: Світ, 2008. — 328 с.
- 4 том. Казки Гуцульщини. Тернопіль: Богдан, 2006. — 456 с.
- 5 том. Казки Гуцульщини. Тернопіль: Богдан, 2006. — 464 с.
- 6 том. Казки Гуцульщини. Снятин: ПрутПринт, 2008. — 428 с.
- 7 том. Казки Гуцульщини. Київ: Просвіта, 2009.  (2-е вид., Чернівці: Букрек, 2017)— 440 с.
- 8 том. Казки Гуцульщини. Чернівці: Прут, 2006. — 424 с.
- 9 том. Казки Буковини. Тернопіль: Богдан, 2006. — 456 с.
- 10 том. Казки Буковини. Тернопіль: Богдан, 2006. — 496 с.
- 11 том. Казки Буковини. Чернівці: Прут, 2009. — 508 с.
- 12 том. Казки Покуття. Тернопіль: Богдан, 2005. — 416 с.
- 13 том. Казки Покуття. Тернопіль: Богдан, 2005. — 512 с.
- 14 том. Казки Бойківщини. Тернопіль: Богдан, 2006. — 496 с.
- 15 том. Казки Бойківщини. Тернопіль: Богдан, 2006. — 440 с.
- 16 том. Казки Бойківщини. Чернівці: Букрек, 2012. — 488 с.
- 17 том. Казки Бойківщини. Чернівці: Букрек, 2015. — 472 с.
- 18 том. Казки Закарпаття. Тернопіль: Богдан, 2007. — 424 с.
- 19 том. Казки Закарпаття. Чернівці: Прут, 2009. — 376 с.
- 20 том. Казки Закарпаття. Чернівці: Прут, 2007. — 384 с.
- 21 том. Казки Закарпаття. Чернівці: Прут, 2008. — 432 с.
- 22 том. Казки Закарпаття. Чернівці: Прут, 2008. — 384 с.
- 23 том. Казки Закарпаття. Чернівці: Букрек, 2009. — 456 с.
- 24 том. Казки Галичини. Чернівці: Букрек, 2009. — 500 с.
- 25 том. Казки Галичини. Чернівці: Букрек, 2014. — 372 с.
- 26 том. Казки Волині. Чернівці: Наші книги, 2009. — 432 с
- 27 том. Казки Поділля. Чернівці: Наші книги, 2009. — 376 с
- 28 том. Казки Поділля. Чернівці: Букрек, 2019. — 424 с
- 29 том. Казки Поділля. Чернівці: Букрек, 2013. — 368 с.
- 30 том. Казки Поділля. Чернівці: Букрек, 2010. — 424 с.
- 31 том. Казки Поділля. Чернівці: Букрек, 2016. — 400 с.
- 32 том. Казки Наддніпрянщини. Чернівці: Букрек, 2015. — 364 с.
- 33 том. Казки Наддніпрянщини. Вижниця: Черемош, 2009. — 424 с.
- 34 том. Казки Наддніпрянщини. Вижниця: Черемош, 2011. — 479 с.
- 35 том. Казки Наддніпрянщини. Чернівці: Букрек, 2011. — 520 с.
- 36 том. Казки степової Кіровоградщини. Чернівці: Букрек, 2011. — 504 с.
- 37 том. Казки Полтавщини. Чернівці: Прут, 2010. — 376 с.
- 38 том. Казки Полтавщини. Чернівці: Прут, 2010. — 440 с.
- 39 том. Казки Чернігівщини. Чернівці: Букрек, 2012. — 452 с.[3]
- 40 том. Казки Чернігівщини. Чернівці: Букрек, 2012. — 504 с.

Зібрана, упорядкована та літературно опрацьована М. А. Зінчуком збірка «Українські народні казки» у 40 томах за своїм обсягом, культурною та науковою цінністю не має аналогів у світовій культурі. На думку завідувача відділом фольклористики ІМФЕ ім. М. Т. Рильського НАН України доктора філологічних наук М. К. Дмитренка збірка є «унікальним явищем не лише в українській, а й у світовій фольклористиці, визначним внеском у вітчизняну науку й культуру».

### Останні роки життя
У 2007 вийшла друком книга авторських казок Миколи Зінчука «Чарівні казки», яку було нагороджено міжнародною премією Воляників-Швабінських при фундації Українського університету в Нью-Йорку. Казки наскрізь просякнуті духом української народної творчості. 
У 2014 у видавництві «Букрек» вийшла друком книга спогадів М. А. Зінчука «Скарбниці пам'яті». 
Помер Микола Зінчук 2 лютого 2012 у селі Довгопілля, де прожив більшу частину свого віку.

## Особисте життя
Микола Зінчук був одружений, у шлюбі народилось двоє синів.